# CS-261
De CS-261 (Carretera Secundaria 261) is een secundaire weg in Andorra. De weg verbindt Ransol met Els Plans en is ongeveer een kilometer lang.